# Echinox (revistă)
Echinox este revista de cultură a studenților din Universitatea „Babeș-Bolyai”. Apare din decembrie 1968. A fost fondată de Eugen Uricaru și Marian Papahagi ca revistă trilingvă, română, maghiară și germană.
La conducerea paginilor germane s-au succedat următorii redactori, în concordanță cu perioada de studenție clujeană a fiecăruia: Peter Motzan (1968-1972), Werner Söllner (1972-1975), Georg Aescht (1975-1976), Edith Konradt (1976-1977), Helmut Britz și Anton Seitz (1977-1980), Klaus F. Schneider și Maria Schullerus (1981-1982), Ute Roth (1983), Karlheinz Gierling (1984-1985).

## Redacția (octombrie 2020)
- Director: Alex Ciorogar
- Redactor-șef: Jessica Brenda
- Redactor-șef adjunct: Maria Fărîmă
- Secretar general de redacție: Ioana Oprea
- Redactori: Ana-Maria Deliu, Mihnea Bâlici, Paul-Daniel Golban, Răzvan Rocaș, Ionucu Pop, Georgiana Bozîntan, Andreea Mîrț, Adrian Tătăran, Maria Chiorean, Teona Farmatu, Emilian Lungu
- Colaboratori: Elena Rusu, Lavinia Alexandra-Chira, Mihai Broina, Roxana Florina-Pop, Andreea Stoica, Cristina Diamant
- Redactorii paginilor maghiare: Zalán Serestély, Dóra Mărcuțiu-Rácz, Péter Kovács Újszászy, Szabó Ivett, Szalma Krisztina, Péter Blanka, Kovács Péter Zoltán, Pataki-Péter Hanna, Tóth Mesi

## Directori ai revistei (1968-prezent)
- Ion Pop, Eugen Uricaru, Marian Papahagi, Ion Vartic, Aurel Codoban, Dan Șăulean, Ștefan Borbély, Corin Braga, Horea Poenar, Rareș Moldovan, Alex Ciorogar.